# 千葉工業大学の人物一覧
千葉工業大学の人物一覧（ちばこうぎょうだいがくのじんぶついちらん）は、千葉工業大学に関係する人物の一覧記事。

## 学校関係者

### 会長
- 初代：川島正次郎（1969年2月～1969年11月）
- 第2代：福井伸二（1986年5月～1990年7月）

### 学長
歴代学長と専門、在任期間は以下のとおり：
- 初代：小西重直（教育学）（1942年5月～1947年3月）
- 第2代：寺沢寛一（物理学）（1947年8月～1949年3月）
- 第3代：田中敬吉（航空工学）（1949年5月～1957年4月）
- 第4代：佐藤正典（化学工業）（1959年3月～1962年2月）
- 第6代：福井伸二（材料工学）（1971年9月～1975年9月）
- 第7代：福田武雄（土木工学）（1975年9月～1977年9月）
- 第9代：渡邉久藤（材料工学）（1983年～1996年）
- 第12代：小宮一仁（土木工学）（2012年～2020年）
- 第13代：松井孝典（地球物理学）（2020年～2023年）
- 第14代：伊藤穰一（脱専門性）　（2023年7月〜現職）

### 理事長
歴代理事長と在任期間は以下のとおり：
- 初代：東郷実（1942年5月～1943年7月）
- 第2代:森曉 （1943年7月～1947年3月）
- 第4代:佐久間徹（1948年～1949年）
- 第11代：豊田耕作（1986年5月～2012年2月）
- 第12代：瀬戸熊修（2012年～）

### 理事
- 小原國芳 - 教育者、玉川学園の創立者
- 森英介 - 政治家、衆議院議員
- 白根竹介 - 内務官僚、兵庫県知事時代に勅命を奉じゴーストップ事件を仲裁
- 三島徳七 - 冶金学者、十大発明家の一人・MK鋼の発明者
- 古荘四郎彦 - 銀行家、千葉銀行初代頭取。陸軍大将の古荘幹郎は兄。
- 福田武雄 - 土木工学者、土木学会第52代会長、東京帝国大学第二工学部の創設に尽力
- 白鳥義三郎 - 初代習志野市市長
- 細川珠生－政治ジャーナリスト。

### 監事
- 初代：三木武夫- 後の第66代内閣総理大臣
- 第6代：松本栄一- 第5代船橋市市長

### 創立関係者・顧問等
創立関係者
- 東久邇宮稔彦王 - 皇族（東久邇宮家）、陸軍大将、第43代内閣総理大臣、第2代防衛総司令官
- 永野修身 - 元帥海軍大将、第38代海軍大臣、第24代連合艦隊司令長官、第16代軍令部総長
- 小原國芳 - 玉川学園園長、教育学者
- 小西重直 - 京都帝国大学第9代総長
- 本多光太郎 - 東北帝国大学第6代総長、日本の十大発明家の一人、KS鋼、新KS鋼の発明者。後の東京理科大学初代学長
- 平賀譲 - 男爵、海軍技術中将、東京帝国大学第13代総長、長門型戦艦・大和型戦艦等の艦船の設計者
- 八木秀次 - 東京工業大学第2代学長、内閣技術院総裁、日本の十大発明家の一人、八木・宇田アンテナの発明者。後の武蔵工業大学第3代学長）
- 東郷実 - 自由党所属の衆議院議員、サンフランシスコ講和条約の締結後引退
- 森矗昶 - 森コンツェルン創始者
- 森曉 - 森コンツェルン創業者
- 西田幾多郎 - 哲学者、京都帝国大学名誉教授
- 本間俊平 - 社会事業家、キリスト教伝道者
- 武者小路実篤 - 作家
- 徳富蘇峰 - 政治評論家

創立尽力者（政府側）
- 松浦鎮次郎 - 米内内閣文部大臣、第5代京城帝国大学総長、第4代九州帝国大学総長
- 橋田邦彦 - 近衛内閣・東條内閣文部大臣、「科学する心」を推称、自然観察を学校教育に導入するなど、戦後の日本の科学教育にも影響を与えた

顧問・支援者等
- 山梨勝之進 - 海軍大将、第17代学習院院長（官立学校）、水交会初代会長、後の海上自衛隊幹部学校教官
- 野村吉三郎 - 海軍大将、第16代学習院院長（官立学校）、後に海上自衛隊と防衛大学校の創設に尽力
- 内田祥三 - 東京帝国大学第14代総長、東京大学大講堂（安田講堂）等の設計者
- 熊谷岱蔵 - 東北帝国学第7代総長、医学者・インスリン研究などに貢献
- 和田小六 - 東京工業大学第3代学長、東大航空研究所所長、航研機開発等のリーダー
- 寺沢寛一 - 後の電気通信大学初代学長、著書「自然科学者のための数学概論」は応用数学の名著として名高い
- 山本勇 - 後の電気通信大学第2代学長
- 内田俊一 - 後の東京工業大学第4代学長
- 山田良之助 - 東京工業大学工学部部長。後の武蔵工業大学（現・東京都市大学第4代学長）
- 川崎守之助 - 川崎財閥（川崎八右衛門系）総帥、男爵、川崎八右衛門の孫
- 三木武夫 - 第66代内閣総理大臣
- 川島正次郎 - 元自由民主党幹事長、元副総理

### 著名な教職員

#### 教養学
- 彬子女王 - 皇族（三笠宮家）。特別教授、地球学研究センター主席研究員
- 伊藤晃 ‐ 歴史学
- 木村治美 - エッセイスト、助教授。
- 岡本敏明 - 音楽教師、日本の音楽教育の第一人者。
- 木俣修 - 古典文学教師、紫綬褒章受章者。
- 井上正蔵 - ドイツ語。
- 竹内栄美子 ‐ 文学
- 針谷喜久雄 - 物理学者。

#### 機械・ロボティックス
- 上田隆一 - 未来ロボティクス学科教授、『Probabilistic robotics』を『確率ロボティクス』として翻訳出版、シェル芸提唱者。
- 古田貴之 - 未来ロボット技術研究センター所長、二足歩行ロボット。
- 米田完 - 未来ロボティクス学科教授、二足・四足歩行ロボット。
- 大川茂樹 - 未来ロボティクス学科教授。

#### 航空・宇宙
- 青木節子 - 慶應義塾大学名誉教授、千葉工業大学惑星探査研究センター客員主席研究員、国際法、宇宙法の専門家。紫綬褒章受章者。
- 糸川英夫 -「日本の宇宙開発・ロケット開発の父」。本学に私立大学で日本初となる航空宇宙関係の学科（航空工学科）を設置した際、指導教員として尽力[1]
- 鳥居鉄也 - 地球化学者、南極調査の第一人者。
- 林友直 - 航空宇宙工学者、千葉工業大学附属総合研究所教授。
- 松井孝典 - 惑星探査研究センター所長。
- 武田弘 ‐ 日本の地球科学者

#### AI・電気・情報工学
- 米澤明憲 - 人工知能・ソフトウェア技術研究センター所長。
- 三浦謹一郎 - 千葉工業大学総合研究所教授。
- 實吉純一 - 電気工学、音響学者、元東京工業大学学長。
- 伊藤穰一 - 変革センターセンター長。元MITメディアラボ所長。

#### 建築・土木・デザイン
- 石橋一彦 - 建築都市環境教授、建築構造学者、千葉県耐震判定協議会委員長。
- 河東義之 - 建築都市環境学科教授、建築史学者。
- 菊竹清訓 - 建築学科元教授、建築家。代表作は江戸東京博物館など。
- 古市徹雄 - 建築都市環境学科教授、建築家。
- 野生司義章 - 建築家、都市計画家。
- 武藤清 - 建築家、建築構造家。日本の高層建築のパイオニア、代表作に霞が関ビルや東京都庁舎がある。
- 白鳥義三郎 - 建築家、都市計画家。習志野市初代市長、習志野市立習志野高等学校の創立者。
- 中村誠 ‐ グラフィックデザイナー。紫綬褒章受章者
- 東孝光 - デザイン科学科元教授、建築家、代表作は塔の家。
- 小原二郎 - デザイン科学科元教授、工業デザイナー。新幹線0系電車の椅子のデザイナー。
- 堀進二 - デザイン科学科元教授、デザイナー。「東京工業大学」の校章などをデザインした。
- 大橋力 - 芸術家、農学者、芸能山城組の創立者。
- 土方定一 - 美術評論家、美術史家。芸術選奨文部大臣賞、菊池寛賞受賞などを受賞

#### 経営学・マネジメント学
- 桐淵勘蔵 -　経営学者。元日本経営工学会会長。
- 小林孝雄 -　国際金融研究センター所長。アジア・ファイナンス学会会長、日本ファイナンス学会副会長、MPTフォーラム会長。
- 馬場敬治 -　経営学者。東京大学名誉教授、千葉工業大学元学長。日本の経営学の創始者の一人。
- 国松久弥 -　経済地理学者。

## 主な出身者

### 政治家
- 木村哲也 - 衆議院議員、元千葉県議会議員
- 三浦信祐 - 参議院議員、元防衛大学校准教授
- 片庭正雄 - 元茨城県つくばみらい市長、元衆議院議員秘書
- 畠山稔 - 埼玉県上尾市長、元埼玉県議会議員
- 佐藤健二郎 - 千葉県議会議員、元国会議員秘書

### 軍人
- 秋元一峰 - 元海上幕僚監部分析室長、元海将補、秋元海洋研究所代表

### 企業家
- 郡司明郎 - コンピューターエンジニア。アスキー創業者の一人で、アスキー元会長
- 賀来龍三郎 - キヤノン名誉会長。元経済同友会副代表(工学部中退)
- 駒口克己 - 元東洋ゴム工業会長、元京セラドキュメントソリューションズ社長
- 貞末良雄 - メーカーズシャツ鎌倉創業者・会長
- 武内智 - オーガニックパートナーズ創業者、元ワタミファーム代表取締役
- 武井信也 - MARSFLAG創業者（中退）
- 谷口豊和 - 日本の実業家、株式会社ユタカホーム社長。
- 戸倉貴史 -コンピューターエンジニア。テクニカル・ユニオン創業者
- 松本好雄 - きしろ社長、日本馬主協会連合会会長（冠名「メイショウ」の馬主）[2]
- 湯浅浩 - 元日野自動車社長
- 山村明義 - 日本の鉄道技術者。東京地下鉄株式会社（東京メトロ）社長

### 研究・教育
（　）は主な専門分野
- 上村雅之 - 技術者、立命館大学教授。任天堂ファミリーコンピュータ、スーパーファミコン等の開発主任（電気工学）
- 王福平 - 哈爾濱工業大学副学長、南京航空航天大学元学長（応用化学）
- 大野篤美 - 千葉工業大学名誉教授、トロント大学客員教授（材料工学）
- 岡田晴恵 - 白鷗大学教育学部教授[3]（教育学）
- 五味努 - 上智大学名誉教授。上智大学理工学部の創設に貢献（機械工学）
- 佐藤健吉 - 千葉大学工学部・大学院工学研究院元准教授（機械工学）
- 菅沼拓夫 - 東北大学教授（情報工学）
- 杉本麻樹 - 慶應義塾大学教授（情報工学）
- 立本英機 - 千葉大学名誉教授（環境工学）
- 豊田耕作 - 千葉工業大学第11代理事長（材料工学）
- 中山大樹 - 山梨大学名誉教授（生物学）
- 中山昇 - 信州大学准教授（機械工学）
- 乗富一雄 - 九州大学元教授、秋田大学名誉教授、日本地震学会元会長（地球物理学）
- 本間禎一 - 東京大学元教授（材料工学）
- 前田龍太郎 - 西安交通大学特聘教授、MEMSの研究家（機械工学・材料工学）
- 吉田祐夫 - 東京都市大学名誉教授（経営工学）
- 渡邉久藤 - 千葉工業大学名誉学長、哈爾濱工業大学・北京理工大学・吉林大学名誉教授（材料工学）

### 建築家・デザイナー等
- 小西哲哉 - プロダクトデザイナー、経営者
- 野生司義光 - 建築家
- 吉田裕一 - 建築家
- むっく - 漫画家、イラストレーター
- 戸田誠二 - 漫画家
- 若狭たけし - 漫画家(デザイン科学科卒業)

### 作家・文学
- 青橋由高 - 官能小説家、同人作家。
- 赤根和樹 - アニメーション監督、脚本家
- 岡崎裕信 - 小説家、ライトノベル作家。
- 広岡勲 - ジャーナリスト
- 平木国夫 - ノンフィクション作家
- 先川原正浩 - サイエンスライター、編集家、ロボット工学者
- 下山真吾 - CGアニメ監督、プロデューサー

### 芸能
- 厚木那奈美 - 声優
- 伊勢正三 - ミュージシャン。元かぐや姫（工学部工業化学科 中退）
- 加藤ひさし - ミュージシャン。ザ・コレクターズボーカル
- 舘ひろし - 俳優（工学部建築学科 特別卒業認定制度）
- 土屋 (お笑い芸人) - お笑い芸人。
- 栩野幸知 - 俳優(土木工学科)、映画「この世界の片隅に」では声優を務めると共に、広島弁を指導。
- 野本博 - 俳優

### スポーツ
- 栗田雄介 - 元プロ野球選手、大阪近鉄バファローズ・オリックス・バファローズ所属
- 髙橋和廣 - パラリンピックアイススレッジホッケー日本代表選手。東京アイスバーンズ所属。
- 西澤洋介 - 元プロ野球選手
- 原虎徹 - 総合格闘家
- 根本敬介 - 空手家、松涛館流 空手の師範
- 岩見彩乃 -プロボウラー

### その他
- 大坂正明 - 過激派「中核派」の政治活動家、渋谷暴動事件の元指名手配犯